# Porphyrio
Porphyrio es un género de aves gruiformes perteneciente familia Rallidae. Está distribuido mundialmente, pero varias de sus especies evolucionaron en islas remotas y hoy están extintas.
Las especies vivas son de tamaño grande con el plumaje predominantemente morado. Tienen pies grandes, un escudo frontal rojo, y maxilares rojos o rosas. 

## Especies
Las especies actuales o extintas en tiempos históricos del género Porphyrio son:
- Porphyrio albus † - calamón de Lord Howe;
- Porphyrio alleni - calamoncillo africano;
- Porphyrio coerulescens † - calamón de la Reunión;
- Porphyrio flavirostris - calamoncillo celeste;
- Porphyrio hochstetteri - calamón takahe de la Isla Sur
- Porphyrio indicus - calamón de lomo negro;
- Porphyrio kukwiedei † - calamón de Nueva Caledonia;
- Porphyrio madagascariensis - calamón africano;
- Porphyrio mantelli † - calamón takahe de la Isla Norte
- Porphyrio martinica - calamoncillo americano.
- Porphyrio melanotus - calamón pukeko.
- Porphyrio paepae † - calamón de las marquesas;
- Porphyrio poliocephalus - calamón de cabeza gris;
- Porphyrio porphyrio - calamón común.
- Porphyrio pulverulentus - calamón filipino;